# Neoniga costimacula
Neoniga costimacula is een vlinder uit de familie van de visstaartjes (Nolidae). De wetenschappelijke naam van de soort is voor het eerst geldig gepubliceerd in 1930 door De Joan.